# Баргути, Абдулла
Абдулла Баргути (араб. عبد الله البرغوثي‎; род. 1972) — член террористической группировки Хамас, отбывающих 67 пожизненных сроков за убийство десятков израильтян и пяти американцев. Он признал свою вину в производстве взрывчатых устройств, в результате взрыва которых погибло 60 человек и ранено более 500. Несмотря на требования Хамас, не был включен в сделку по обмену Гилада Шалита.

## Биография
Родился в 1972 году. В 1990 уехал в Иорданию и получил гражданство. Учился в южнокорейском университете на инженера-электрика. Образование дало ему навыки, которые впоследствии он использовал для производства взрывчатых устройств. Его двоюродный брат Билал Аль-Баргути привел Абдуллу в ряды бригады «Изз ад-Дин аль-Кассам». Там он получил прозвище «Инженер». В 2003 году был случайно арестован израильским спецназом. Его допрашивали три месяца. Баргути получил самый длительный срок в истории израильского правосудия — 67 пожизненных сроков и вдобавок 5200 лет лишения свободы. На суде присутствовали семьи его жертв. В тюрьме он написал автобиографическую книгу «Принц Тени», где подробно описал свои террористические акты.